# 이항복 선생 묘
이항복 선생 묘(李恒福 先生 墓)는 대한민국 경기도 포천시 가산면 금현리에 있는, 조선시대 중기의 정승인 필운(弼雲) 이항복(1556년 ∼ 1618년) 선생의 묘지이다. 1975년 9월 5일 경기도의 기념물 제24호로 지정되었다.

## 개요
조선 중기의 정승인 필운(弼雲) 이항복(1556∼1618) 선생의 묘지이다.
고려 후기의 대학자 이제현의 후손이며, 특히 죽마고우인 이덕형과의 지기와 재치에 얽힌 많은 얘기로 세상에 널리 알려진 인물이다. 선조 13년(1580)에 문과에 급제하여 정여립 모반사건을 다스린 공으로 평난공신의 호를 받았다.
1592년 임진왜란 때에는 도승지로 선조를 모시고 의주까지 몽진을 갔었으며, 그 후 이조참판, 병조판서, 우의정, 영의정, 오성부원군 등의 벼슬을 거쳤다. 광해군 9년(1617) 인목대비 김씨를 왕비에서 폐위하여 평민으로 만들자는 주장에 반대하다 1618년 함경도 북청으로 유배되어 그곳에서 세상을 떠났다.
고향인 경기도 포천에 예장되었으며, 그 뒤 포천과 북청에 사당을 세워 제사를 받들었다. 부인 안동 권씨와의 합장묘로 봉분은 2개이며, 묘비, 상석, 망주석, 문인석 등이 배치되어 있다. 비탈 아래 약 20m 지점에는 앞면 3칸· 옆면 2칸의 영정을 모신 사당이 있으며, 사당의 오른쪽에는 효종 3년(1652)에 세운 신도비(神道碑:왕이나 고관 등의 평생업적을 기리기 위해 무덤 근처 길가에 세운 비)가 있다.

## 같이 보기
- 이항복

## 참고 자료
- 이항복 선생 묘 - 국가유산청 국가유산포털